# FEX (zespół)
Fex– niemiecki zespół nowofalowy, założony w Kilonii w 1983 roku. Zespół najbardziej kojarzony jest z utworem „Subways of Your Mind”, znanym również jako „The Most Mysterious Song on the Internet”. Nagranie to było przedmiotem trwających 17 lat internetowych poszukiwań, których celem było ustalenie tytułu i wykonawcy utworu.
FEX w okresie swojej pierwotnej działalności wydał jedynie demo zawierające sześć utworów, choć posiadał materiał na pełny koncert. Jeden z utworów z taśmy demo, „Jenny”, trafił na składankę Zeus Top Hits z 1985 roku.

## Historia

### Powstanie i pierwsze lata
Zespół powstał w 1983 roku w Kilonii, a jego początki sięgają prób organizowanych w Heikendorf.
Nazwa zespołu pochodzi od południowoniemieckiego słowa slangowego Fex, oznaczającego osobę entuzjastycznie oddaną jakiejś pasji.
W 1984 roku skład zespołu ustabilizował się w konfiguracji: Ture Rückwardt (wokal, gitara), Michael Hädrich (instrumenty klawiszowe), Hans-Reimer Sievers (perkusja) oraz Norbert Ziermann (gitara basowa).
FEX zaczął zdobywać szerszą rozpoznawalność  dzięki udziałowi w ogólnoniemieckim konkursie muzycznym Newcomer Show, organizowanym w 1984 roku przez hamburskiego ubezpieczyciela Zeus,. Zespół wystąpił w sali koncertowej Die Glocke w Bremie, pokonując siedem innych zespołów. Jedną z nagród był udział w składance Top-Hits, na której ukazał się utwór „Jenny”; album został wydany w kwietniu 1985 roku.
Zespół wyruszył w trasę koncertową po północnych i centralnych regionach Niemiec trwającą od marca do maja 1985 roku.
Niedługo po zakończeniu trasy Michael Hädrich opuścił zespół, przeprowadzając się do Monachium. FEX kontynuował działalność z kolejnymi zmianami w składzie. Mimo to, zespół zakończył działalność w około 1987 roku.

### Reaktywacja (2024–obecnie)
7 listopada 2024 roku Ture Rückwardt, Michael Hädrich i Norbert Ziermann spotkali się ponownie, by wykonać akustyczną wersję utworu „Subways of Your Mind” na antenie niemieckiej rozgłośni NDR 1 Welle Nord. Był to pierwszy występ zespołu od czasu jego rozwiązania w latach 80.
Następnego dnia, 8 listopada, perkusista Hans-Reimer Sievers skontaktował się ze stacją NDR. W grudniu 2024 roku cała czwórka spotkała się w studiu nagraniowym w Hamburgu, gdzie zarejestrowano m.in. nową wersję „Subways of Your Mind”.
25 grudnia 2024 roku zespół odnalazł kasetę zawierającą wersję „Subways of Your Mind” nagraną pierwotnie dla NDR. Nagranie to zostało udostępnione w serwisach streamingowych w styczniu 2025 roku. Wkrótce potem Hans-Reimer Sievers ogłosił swoje odejście z zespołu z powodów osobistych i rodzinnych.
16 maja 2025 roku wytwórnia The Outer Edge zapowiedziała premierę debiutanckiego albumu FEX pt. Skyscraper, zaplanowaną na 8 lipca. Album będzie zawierał zremasterowane wersje sześciu utworów z taśmy demo z 1983 roku oraz trzy dodatkowe kompozycje - również pochodzące z oryginalnych nagrań z lat 80. Dodatkowo jako utwór bonusowy zamieszczono oryginalne nagranie „Subways of Your Mind” z 1984 roku, odnalezione na kasecie należącej do Dariusa S., którego siostra Lydia zapoczątkowała internetowe poszukiwania piosenki. Darius S. został również autorem oprawy graficznej albumu.